# Vùng của Singapore
Vùng của Singapore là hình thức phân định lãnh thổ cho mục đích quy hoạch đô thị được thực hiện bởi Cục tái kiến đô thị (Urban Redevelopment Authority) của Singapore. Theo thời gian, nhiều cơ quan, tổ chức nhà nước khác của Singapore cũng áp dụng cách phân vùng này để thực hiện công việc quản lý, điều hành của họ, ví dụ, điều tra dân số của Sở thống kê, Singapore năm 2000. Năm vùng này được sau đó được chia ra làm 55 khu quy hoạch, trong đó có hai khu trữ nước. Vùng có diện tích lớn nhất là Vùng Tây với 201,3 km2 (77,7 dặm vuông Anh), trong khi Vùng Trung tâm có dân số lớn nhất với 939.890 cư dân vào năm 2015.
Tuy được nhiều cơ quan, tổ chức nhà nước sử dụng, nhưng vùng không phải là đơn vị hành chính của Singapore. Thay vào đó, để phục vụ mục đích phân chia hành chính, Singapore được chia thành năm quận và được chia nhỏ hơn thành các Hội đồng đô thị và Khu vực bỏ phiếu. Quận được điều hành bởi một hội đồng đứng đầu bởi quận trưởng. Cách phân chia này hoàn toàn không tương ứng với phân vùng lãnh thổ Singapore vì trong khi lãnh giới của vùng là cố định, phạm vi của quận được điều chỉnh chút ít qua phân bổ phiếu bầu ở mỗi kỳ bầu cử.

## Danh sách các Vùng
| Vùng           | Trung tâm Vùng        | Khu quy hoạch lớn nhất | Diện tích (km²) | Dân số    | Mật độ dân số (/km²) | Khu quy hoạch |
| -------------- | --------------------- | ---------------------- | --------------- | --------- | -------------------- | ------------- |
| Vùng Trung tâm | Trung Hoàn (de facto) | Bukit Merah            | 132.7           | 939,890   | 7,082.8              | 22            |
| Vùng Đông      | Tampines              | Bedok                  | 93.1            | 693,500   | 7,449                | 6             |
| Vùng Bắc       | Woodlands             | Woodlands              | 134.5           | 531,860   | 3,954.3              | 8             |
| Vùng Đông-Bắc  | Seletar               | Hougang                | 103.9           | 834,450   | 8,031.3              | 7             |
| Vùng Tây       | Đông Jurong           | Tây Jurong             | 201.3           | 903,010   | 4,485.9              | 12            |
| Toàn thể       |                       | Bedok                  | 665.5           | 3,902,710 | 31,003.3             | 55            |

### Khu quy hoạch lớn nhất
| 20 Khu quy hoạch lớn nhất tại Singapore Báo cáo dân số của Sở Thống kê Singapore | 20 Khu quy hoạch lớn nhất tại Singapore Báo cáo dân số của Sở Thống kê Singapore | 20 Khu quy hoạch lớn nhất tại Singapore Báo cáo dân số của Sở Thống kê Singapore | 20 Khu quy hoạch lớn nhất tại Singapore Báo cáo dân số của Sở Thống kê Singapore | 20 Khu quy hoạch lớn nhất tại Singapore Báo cáo dân số của Sở Thống kê Singapore | 20 Khu quy hoạch lớn nhất tại Singapore Báo cáo dân số của Sở Thống kê Singapore | 20 Khu quy hoạch lớn nhất tại Singapore Báo cáo dân số của Sở Thống kê Singapore | 20 Khu quy hoạch lớn nhất tại Singapore Báo cáo dân số của Sở Thống kê Singapore | 20 Khu quy hoạch lớn nhất tại Singapore Báo cáo dân số của Sở Thống kê Singapore | 20 Khu quy hoạch lớn nhất tại Singapore Báo cáo dân số của Sở Thống kê Singapore |
|                                                                                  | Hạng                                                                             |                                                                                  | Vùng                                                                             | Dân số                                                                           | Hạng                                                                             |                                                                                  | Vùng                                                                             | Dân số                                                                           |                                                                                  |
| -------------------------------------------------------------------------------- | -------------------------------------------------------------------------------- | -------------------------------------------------------------------------------- | -------------------------------------------------------------------------------- | -------------------------------------------------------------------------------- | -------------------------------------------------------------------------------- | -------------------------------------------------------------------------------- | -------------------------------------------------------------------------------- | -------------------------------------------------------------------------------- | -------------------------------------------------------------------------------- |
| Bedok Jurong West                                                                | 1                                                                                | Bedok                                                                            | Đông                                                                             | 281.300                                                                          | 11                                                                               | Bukit Merah                                                                      | Đông-Bắc                                                                         | 151.870                                                                          | Tampines Woodlands                                                               |
| Bedok Jurong West                                                                | 2                                                                                | Jurong West                                                                      | Tây                                                                              | 266.720                                                                          | 12                                                                               | Pasir Ris                                                                        | Đông                                                                             | 146.920                                                                          | Tampines Woodlands                                                               |
| Bedok Jurong West                                                                | 3                                                                                | Tampines                                                                         | Đông                                                                             | 257.110                                                                          | 13                                                                               | Bukit Batok                                                                      | Tây                                                                              | 144.410                                                                          | Tampines Woodlands                                                               |
| Bedok Jurong West                                                                | 4                                                                                | Woodlands                                                                        | Bắc                                                                              | 252.530                                                                          | 14                                                                               | Bukit Panjang                                                                    | Tây                                                                              | 140.820                                                                          | Tampines Woodlands                                                               |
| Bedok Jurong West                                                                | 5                                                                                | Thịnh Cảng                                                                       | Đông-Bắc                                                                         | 240.640                                                                          | 15                                                                               | Toa Payoh                                                                        | Trung tâm                                                                        | 120.480                                                                          | Tampines Woodlands                                                               |
| Bedok Jurong West                                                                | 6                                                                                | Hậu Cảng                                                                         | Đông-Bắc                                                                         | 223.010                                                                          | 16                                                                               | Serangoon                                                                        | Đông-Bắc                                                                         | 117.310                                                                          | Tampines Woodlands                                                               |
| Bedok Jurong West                                                                | 7                                                                                | Nghĩa Thuận                                                                      | Bắc                                                                              | 214.940                                                                          | 17                                                                               | Geylang                                                                          | Trung tâm                                                                        | 111.610                                                                          | Tampines Woodlands                                                               |
| Bedok Jurong West                                                                | 8                                                                                | Thái Thố Cảng                                                                    | Tây                                                                              | 187.510                                                                          | 18                                                                               | Kallang                                                                          | Trung tâm                                                                        | 101.420                                                                          | Tampines Woodlands                                                               |
| Bedok Jurong West                                                                | 9                                                                                | Hoành Mậu Kiều                                                                   | Đông-Bắc                                                                         | 165.710                                                                          | 19                                                                               | Queenstown                                                                       | Trung tâm                                                                        | 97.870                                                                           | Tampines Woodlands                                                               |
| Bedok Jurong West                                                                | 10                                                                               | Punggol                                                                          | Trung tâm                                                                        | 161.570                                                                          | 20                                                                               | Clementi                                                                         | Tây                                                                              | 93.000                                                                           | Tampines Woodlands                                                               |